# SBB RFe 4/4
Beim RFe 4/4 handelt es sich um drei Gepäcktriebwagen der Schweizerischen Bundesbahnen (SBB), welche 1940 ausgeliefert wurden.

## Geschichte
Die Schweizerischen Bundesbahnen bestellten 1939 bei der Industrie für die Städteschnellzüge, welche aus den neuen Leichtstahlwagen gebildet werden sollten, drei Gepäcktriebwagen. Sie sollten im Leichtschnellzugsdienst Genf–Bern–Zürich–St. Gallen–Rorschach eingesetzt werden und waren mit einer Vielfachsteuerung ausgerüstet. Sie mussten für höhere Kurvengeschwindigkeiten geeignet sein, wofür eine geringe Achslast erforderlich war (unter 16 t Achsdruck). Diese drei Triebwagen wurden 1940 ausgeliefert. Man stellte relativ schnell fest, dass sie für das gewünschte Einsatzgebiet infolge der kriegsbedingten Verkehrszunahme zu leistungsschwach waren. Es hätten in jedem Zug mindestens zwei bis drei Triebwagen eingesetzt werden müssen und das Verteilen des Gepäcks auf zwei oder drei kleine, über die Zugslänge verstreute Gepäckabteile wurde als unpraktisch empfunden. Es wurde deshalb ein ähnliches Fahrzeug mit höherer Leistung als reine Lokomotive konzipiert, das, verzögert durch die Mangelwirtschaft der Kriegsjahre, erst 1946 als Re 4/4 (später SBB Re 4/4 I) in Betrieb ging. Die drei Triebwagen sind sichtlich ein Entwicklungsschritt hin zu dieser Re 4/4 I. Die Kastenform und die Bauart als Drehgestelllokomotive zeigt die Verwandtschaft, auch zur Am 4/4 (später SBB Bm 4/4 II).
Da ein sinnvoller Einsatz kaum mehr möglich war, verkauften die SBB schon 1944 alle drei Triebwagen an die SOB und an die BT. Dabei wurden einige Kinderkrankheiten behoben und Getriebe mit einer neuen Übersetzung eingebaut. Diese senkte ihre Höchstgeschwindigkeit auf 90 km/h, steigerte aber die Zugkraft. Nach dem Umbau wurden sie als Fe 4/4 bezeichnet. Die Gesamtmasse erhöhte sich um 3,5 Tonnen. Noch 1945 wurden für die SOB die beiden Steuerwagen BCt4ü 201 und 202 ausgeliefert, welche mit je einem Triebwagen und einem Zwischenwagen die Bildung eines Pendelzuges erlaubten. Diese Pendelzüge wurden dann auch für die direkten Züge Arth-Goldau–Romanshorn eingesetzt, den Vorgängern des heutigen Voralpen-Express.
Die BT verkaufte ihren Triebwagen 1977 an die SZU und baute vor der Übergabe eine Dolmetschersteuerung ein. Diese ermöglichte den Einsatz zusammen mit den Steuerwagen der Sihltalbahn.

## Technik
Hersteller:

Typenskizzen der ursprünglichen RFe 4/4 601–603

- Schweizerische Industrie-Gesellschaft, kurz SIG, Drehgestell
- Schweizerische Lokomotiv- und Maschinenfabrik, kurz SLM, Wagenkasten und Endmontage
- Brown, Boveri & Cie., kurz BBC / Maschinenfabrik Oerlikon, kurz MFO / Société Anonyme des Ateliers de Sécheron, kurz SAAS, elektrische Komponenten

Der selbsttragende Kasten besitzt an beiden Enden einen Führerstand. Dieser hat stirnseitig eine Türe mit einem versenkbaren Faltenbalg. Damit war es möglich, das Triebfahrzeug in Zugmitte einzustellen, und es war für die Fahrgäste trotzdem möglich, durch den gesamten Zug zu gehen. Das Gepäckabteil war zweigeteilt, denn in der Mitte befindet sich eine Verengung durch Apparatekästen. Allerdings besitzt nur die Abteilseite auf der Seite des Führerstandes 2 über Schiebetore, so dass die andere Seite nur durch diese Verengung zugänglich ist.
Die geschweissten Drehgestelle sind als H-Rahmen mit abgekröpftem Mittelteil ausgebildet, woran auch die Fahrmotoren drehgestellrahmenseitig aufgehängt sind. Die Federung erfolgt primär über Schraubenfedern zwischen Achslager und Drehgestellrahmen sowie sekundär über verdeckt eingebaute Blattfedern zwischen Drehgestell und Lokkasten.
Die Achsen werden durch einen BBC-Federantrieb sowie eine einfache Zahnradübersetzung angetrieben. Auf der Motorwelle befindet sich das Fahrmotorritzel und direkt am Motorgehäuse ist die Befestigung des Hohlwellenstummels angeschraubt, auf dem sich das Großrad befindet. In seinem Innern befinden sich die Federtöpfe, in die der auf der Triebachse sitzende Mitnehmer eingreift. Die Schmierung der inneren Antriebsteile erfolgt zusammen mit den Zahnrädern mit einer Ölumlaufschmierung.
Beim De 4/4 21 der SOB wurde nachträglich der Wagenübergang mit Faltenbalg entfernt und die Stirnwandtür verschweisst, beim De 4/4 25 der BT erfolgte es bereits 1977 beim Umbau für die SZU.

## Verbleib

### 601
- 1944, Verkauf an BT, Fe 4/4 50 ab 1962 De 4/4 25
- 19.. Ausbau der Vielfachsteuerung
- 1977/78, Umbau und Verkauf an SZU, De 4/4 51, Vielfachsteuerung für SZU-Steuerwagen
- 1994, Verkauf an OeBB, als historisches Fahrzeug mit der Bezeichnung RFe 4/4 601 hergerichtet (Geschwindigkeit bleibt aber bei 90 km/h)
- 2004, Verein Swisstrain
- 2022, Übernahme durch Privatperson und Hinterstellung im Bahnpark Brugg

### 602
- 1944, Verkauf an SOB, Fe 4/4 ab 1962 De 4/4 22
- 1945/47 Brand, Reparatur, Ausrüstung mit Rekuperationsbremse
- 1993 letzte TK, 1995 letzter Einsatz (Kilometerstand 2'539'639)
- März 1997 Abbruch

### 603
- 1944 Verkauf an SOB, Fe 4/4 ab 1962 De 4/4 21
- nach 1966 Ausbau der Vielfachsteuerung
- 1988 letzte Revision, 1994 letzter Einsatz (Kilometerstand 2'387'367)
- 199? Verkauf an Classic Rail AG
- 2009 Verein Swisstrain als Ersatzteilspender für RFe 4/4 601